# Biblia Hebraica (Kittel)
Biblia Hebraica (Kittel) (русское произношение — Библия Гебраика), сокращенно «BHK» — критическое издание еврейского текста Ветхого Завета Библии. Название по-латински означает «Еврейская Библия». Все издания Библии Гебраика вплоть до 1951 года назывались BHK по имени первого их редактора.

## BHK
Первые три издания еврейского текста Ветхого Завета «Библия Гебраика» были выпущены под редакцией немецкого экзегета Рудольфа Киттеля.
Первое издание вышло в 1905 году в Лейпциге, второе было завершено к 1913 году. Эти два издания строились на основе Энциклопедии комментариев на Тору «Микраот Гдолот» Даниэля Бомберга, но в отличие от неё не включали пометки масоретского текста. Текст, взятый из печатного издания Раввинской Библии 1525—1526 гг., огласовка и масора для которого была подготовлена Яаковом бен Хаимом; этот текст считался textus receptus Ветхого Завета.
В 1926 году Р. Киттель по совету П. Кале отказался от текста Яакова бен Хаима и было принято решение взять один из текстов, огласованных Аароном бен Ашером. Такой текст хранился в сефардской синагоге в Алеппо (Халебе, Сирия), однако владельцы кодекса не дали разрешения на его фотографирование. Поэтому по совету Кале было принято решение воспользоваться рукописью, наиболее близко отражающей текст Аарона бен Ашера — Ленинградским кодексом, для работы с которым было получено разрешение от Народного комиссариата просвещения РСФСР.
Третье издание вышло на протяжении 1927—1937 годов в Штутгарте под редакцией Р. Киттеля и П. Кале и строилось уже на основе Ленинградского кодекса. В подстрочных примечаниях указывался характер учтённых рукописных разночтений. Само издание переиздавалось много раз.
Седьмое издание вышло в 1951 году при участии немецких библеистов Альбрехта Альта и Отто Айссфельдта, в которое были внесены варианты, взятые из новооткрытых свитков Кумрана.
В 1955 году вышло последнее девятое издание «Библии Гебраика».

## BHS
В период с 1967 по 1997, на основе пересмотра третьего издания «Библии Гебраика» (BHK) (тщательному пересмотру подвергся критический аппарат), в Штутгарте под редакцией К. Эллигера и В. Рудольфа вышло обновлённое критическое издание еврейского текста Ветхого Завета «Biblia Hebraica Stuttgartensia (BHS)». В 1997 было выпущено пятое последнее издание BHS.